# Four Hundred Years
Four Hundred Years – zespół screamo z Richmond, działający w latach 1998-2000. Wydał dwa albumy i kompilację singli w Lovitt Records.

## Historia
Zespół powstał w 1998 i w jego skład wchodzili: Daron Hollowell (wokal, gitara), Ash Bruce (perkusja), Erin Housholder (bass) i Dave Jackson (gitara i wokal). Początkowo z Tucson w Arizonie zespół przeniósł się do Richmond w stanie Wirginia. Ich album debiutancki, Transmit Failure został wydany w Lovitt Records we wrześniu 1998.

## Członkowie
- Daron Hollowell,
- Ash Bruce,
- Erin Housholder,
- Dave Jackson

## Dyskografia
- Transmit Failure (1998)
- Suture and Other Songs 1999)
- The New Imperialism (1999)